# Посольство Греції в Україні
Посольство Грецької Республіки в Києві — офіційне дипломатичне представництво Грецької Республіки в Україні, відповідає за розвиток та підтримання відносин між Грецією та Україною з паралельною акредитацією в Республіці Молдова.

## Історія посольства
Після проголошення незалежності Україною 24 серпня 1991 року Греція визнала Україну 31 серпня 1991 року. 15 січня 1992 року між Україною та Грецією було встановлено дипломатичні відносини.. Посольство Греції в Україні було утворено на основі закону 2080, який був опублікований у Грецькій урядовій газеті 163Α/9.9.1992, та було відкрите в травні 1993 року, з паралельною акредитацією в Республіці Молдова.
Першим Послом в Україні став пан Васіліос Патсікакіс, який вручив вірчі грамоти Президенту України Леоніду Кравчуку в серпні 1993 року. Спочатку Посольство та резиденція Посла розташовувалось у готелі «Національний», згодом було перенесено на вулицю Софіївська, 19. У 1996 році відкрились Генеральні Консульства в Маріуполі й Одесі під керівництвом пана Тімолеона Канеллопулоса та пані Іфігенії Кондолеондос відповідно.
Наступним Послом був пан Контумас Дімітріс, який приступив до виконання обов'язків посла в серпні 1998 року.
З лютого 2002 року посольство очолив пан Панайотіс Гумас, який обіймав посаду до січня 2006 року. У вересня 2003 року посольство перемістилося на вулицю Панфіловців (нині — Добровольчих батальйонів), 10. У січні 2006 року Посольство очолив пан Харіс Дімітріу, який перебував на посаді до 8 вересня 2009 року. З 9 вересня 2009 року Надзвичайним і Повноважним Послом Греції в Києві є пан Георгіос Георгунтзос, повноваження якого завершилися 19 червня 2013 року.

## Склад посольства
- Посол
- Заступник Глави Місії
- Секретаріат
- Консульський відділ. Генеральний Консул — Дімітріос Транос.
- Офіс військового аташе.
- Економічно-торговий відділ

## Посли Грецької Республіки в Україні
1. Васіліос Патсікакіс (1993—1998)
2. Контумас Дімітріс (1998—2002)
3. Панайотіс Гумас (2002—2006)
4. Хараламбос Дімітріу (2006—2009)
5. Георгіос Георгунтзос (2009—2013)
6. Васіліс Пападопулос (2013—2016)[3]
7. Георгіос Пукаміссас (2016—2019)[4]
8. Васіліос Борновас (2019—2022)[5]
9. Маноліс Андрулакіс (2022—2024) т.п.[6]
10. Александрос Дімітракопулос (з 2024)[7]

## Консульства Греції в Україні

### Генеральне консульство Грецької республіки в Одесі
- 65082, Україна, Одеса, вул. Преображенська, 32
- Генеральні консули в Одесі з 1996 року:

1. Іфігенія Кондолеондос (1996-2000)[8][9]
2. Алексіос-Павлос Стефану (2000-2003)[10]
3. Іоанніс Хрістофіліс (2003-2005)
4. Дімітріс Мосхопулос (2005-2008)[11]
5. Йерасімос Даваріс (2008-2011)[12]
6. Антоніос Хазіроглу (2011-2016)[13]
7. Деспіна Кокулопулу (2016-2018)[14]
8. Алексіос-Маріос Ліберопулос (2019-2020)[15]
9. Дімітріос Дохтсіс (з 2020)[16]

### Генеральне консульство Грецької республіки у Маріуполі
- Україна, 87500, Маріуполь, вул. Соборна, 10
- Генеральні консули у Маріуполі з 1996 року:

1. Тімолеон Канеллопулос (Τιμολέων Κανελλόπουλος) (1996-2000)
2. Ніколас Мацис (Νικόλας Ματσής) (2000-2004)
3. Фрагіскос Костелленос (Φραγκίσκος Κόστελενλος) (2004-2008)
4. Софія Маллі (Σοφία Μάλι) (2008-2010)
5. Дімітріос Папандреу (Δημήτρης Παπανδρέου) (2010-2014)
6. Йоргос Міхос (Γιώργος Μίχος) (2014-2016) в.о.
7. Елені Георгопуло (Ελένη Γεωργοπούλου) (2016-2019)
8. Грігоріос Тассіопулос (Γρηγόριος Τασσιόπουλος) (2019-2021)
9. Маноліс Андрулакіс (Μανώλης Ανδρουλάκης) (2021-2022)[17][18][19]